# Федеративные Штаты Микронезии на летних Олимпийских играх 2012
Федеративные Штаты Микронезии на летних Олимпийских играх 2012 будут представлены в 4 видах спорта.

## Результаты соревнований

### Борьба
Мужчины
Греко-римская борьба
| Соревнование | Спортсмены     | Первый раунд       | Второй раунд       | Четвертьфинал      | Полуфинал          | Финал              |
| Соревнование | Спортсмены     | Соперник Результат | Соперник Результат | Соперник Результат | Соперник Результат | Соперник Результат |
| ------------ | -------------- | ------------------ | ------------------ | ------------------ | ------------------ | ------------------ |
| до 84 кг     | Кейтани Грэхем |                    |                    |                    |                    |                    |

### Водные виды спорта

#### Плавание
Спортсменов — 2
В следующий раунд на каждой дистанции проходят лучшие спортсмены по времени, независимо от места занятого в своём заплыве.
Мужчины
| Соревнование       | Спортсмен    | Предварительные заплывы | Предварительные заплывы | Полуфиналы           | Полуфиналы           | Финал                | Финал                |
| Соревнование       | Спортсмен    | Результат               | Место                   | Результат            | Место                | Результат            | Место                |
| ------------------ | ------------ | ----------------------- | ----------------------- | -------------------- | -------------------- | -------------------- | -------------------- |
| 50 м вольный стиль | Керсон Хадли | 24,82                   | 40                      | Завершил выступление | Завершил выступление | Завершил выступление | Завершил выступление |

Женщины
| Соревнование   | Спортсмен     | Предварительные заплывы | Предварительные заплывы | Полуфиналы           | Полуфиналы           | Финал                | Финал                |
| Соревнование   | Спортсмен     | Результат               | Место                   | Результат            | Место                | Результат            | Место                |
| -------------- | ------------- | ----------------------- | ----------------------- | -------------------- | -------------------- | -------------------- | -------------------- |
| 100 м на спине | Дебра Даниэль |                         |                         | Закончил выступление | Закончил выступление | Закончил выступление | Закончил выступление |

### Лёгкая атлетика
Спортсменов — 2
Мужчины
| Дисциплина | Спортсмен   | Предварительный раунд | Предварительный раунд | Четвертьфиналы | Четвертьфиналы | Полуфиналы | Полуфиналы | Финал     | Финал |
| Дисциплина | Спортсмен   | Результат             | Место                 | Результат      | Место          | Результат  | Место      | Результат | Место |
| ---------- | ----------- | --------------------- | --------------------- | -------------- | -------------- | ---------- | ---------- | --------- | ----- |
| 100 м      | Джон Ховард |                       |                       |                |                |            |            |           |       |

Женщины
| Дисциплина | Спортсмен       | Предварительный раунд | Предварительный раунд | Четвертьфиналы        | Четвертьфиналы | Полуфиналы | Полуфиналы | Финал     | Финал |
| Дисциплина | Спортсмен       | Результат             | Место                 | Результат             | Место          | Результат  | Место      | Результат | Место |
| ---------- | --------------- | --------------------- | --------------------- | --------------------- | -------------- | ---------- | ---------- | --------- | ----- |
| 100 м      | Михтер Вендолин | 13.67                 | 29                    | Закончила выступление |                |            |            |           |       |

### Тяжёлая атлетика
Спортсменов — 8
Мужчины
| Категория | Спортсмен         | Вес | Рывок | Рывок | Рывок | Толчок | Толчок | Толчок | Всего | Место |
| Категория | Спортсмен         | Вес | 1     | 2     | 3     | 1      | 2      | 3      | Всего | Место |
| --------- | ----------------- | --- | ----- | ----- | ----- | ------ | ------ | ------ | ----- | ----- |
| до 62 кг  | Мануэль Мингинфел | 62  | 122   | 127   | 130   | 158    | 158    | 158    | 285   | 10    |